# Congo Francez
Congo Francez (în franceză Congo français sau Moyen-Congo) a fost o colonie franceză care cuprindea teritorii din actualele state Republica Congo, Gabon și Republica Centrafricană.

## Istorie
La 10 septembrie 1880, Franța a instituit un protectorat de-a lungul malului de nord al fluviului Congo, teritoriu populat pe atunci de către tribul Bateke. Denumirea oficială „Congo Francez” și statutul de colonie au fost stabilite la 30 noiembrie 1882 și confirmate la Conferința de la Berlin din 1884-85. Frontierele acestei colonii cu Cabinda, Camerun și Congo Belgian au fost stabilite în următorul deceniu prin tratate. Planul de dezvoltare a coloniei prevedea acordarea de concesiuni masive unui număr de treizeci de companii franceze. Acestora le-au fost acordate suprafețe mari de teren pentru dezvoltarea ulterioară, care s-a limitat însă doar la exploatarea cherestelei, cauciucului și fildeșului.
Congo Francez a fost, uneori, cunoscut și sub numele de Gabon și Congo. În 1903 a fost unit cu Gabon, colonia fiind redenumită în mod oficial Congo de Mijloc (franceză Moyen-Congo). Apoi, în 1910, colonia a fost înglobată în Africa Ecuatorială Franceză, într-o încercare de a emula succesul relativ al Africii Occidentale Franceze.

## Lista comisarilor generali
Colonia a fost administrată, succesiv, de patru „comisari generali”, înainte de a fi înglobată în Africa Ecuatorială Franceză:
- Pierre Savorgnan de Brazza (1883-1897)
- Louis Albert Grodet (1897–1898)
- Félix de Lamothe (1898–1901)
- Émile Gentil⁠(fr)[traduceți] (1901–1903)